# That Midnight Kiss
That Midnight Kiss és una pel·lícula romàntica musical estatunidenca del 1949 en Technicolor protagonitzada també per Mario Lanza (en el seu primer paper principal) i Kathryn Grayson. Entre el repartiment de suport hi havia Ethel Barrymore, el director/pianista Josep Iturbi Bàguena (interpretant-se a si mateix), Keenan Wynn, J. Carrol Naish i Jules Munshin. La pel·lícula comercialment popular va ser dirigida per Norman Taurog, qui l'any següent tornaria a dirigir Lanza i Grayson a la encara més reeixida The Toast of New Orleans.

## Argument
Abigail Trent Budell (Ethel Barrymore), una resident rica a Filadèlfia i mecenes de les arts, dóna suport a la seva néta soprano Prudence Budell (Kathryn Grayson), tot just tornant d'Europa després de cinc anys de formació vocal. L'àvia de Prudence patrocina una companyia d'òpera dirigida pel famós mestre José Iturbi (ell mateix) per donar-li l'oportunitat de dirigir una òpera. Contracten el també famós tenor Guido Russino Betelli (Thomas Gomez), però Prudence no se sent còmode amb ell a l'escenari.
Prudence veu per casualitat un camioner italià americà, Johnny Donnetti (Mario Lanza), cantant òpera. Aviat esdevé decisiva a l'hora de cridar l'atenció del públic a Johnny insistint que substitueixi el tenor estrella de la troupe d'òpera.
A partir d'aquí, Johnny se sent atret per Prudence. Les coses es compliquen quan es troba amb la Mary (Marjorie Reynolds), una de les companyes de Johnny, qui suposa que està enamorada d'ell.

## Repartiment
- Kathryn Grayson com a Prudence Budell
- Josep Iturbi Bàgena com a Jose Iturbi (com a Jose Iturbi)
- Ethel Barrymore com Abigail Trent Budell
- Mario Lanza com a Johnny Donnetti
- Keenan Wynn com a Artie Geoffrey Glenson
- J. Carrol Naish com a Papa Donnetti
- Jules Munshin com a Michael Pemberton
- Thomas Gomez com Guido Russino Betelli
- Marjorie Reynolds com a Mary
- Arthur Treacher com a Hutchins
- Mimi Aguglia com a Mamma Donnetti
- Amparo Iturbi com a Amparo Iturbi
- Bridget Carr com Donna Donnetti
- Amparo Ballester com a Rosina Donnetti
- Ann Codee com a Mme. Bouget

## Recepció
Segons els registres de MGM, la pel·lícula va guanyar 1.728.000 dòlars als EUA i Canadà i 1.449.000 dòlars a l'estranger, el que va resultar en un benefici de 173.000 dòlars.